# Список міністрів закордонних справ Латвії
Список міністрів закордонних справ Латвії

## Міністри закордонних справ Латвії
1. Зігфрід Анна Мейєровіц — (1918 — 1924)
2. Людвиг Сейя — (1924)
3. Зігфрід Анна Мейєровіц — (1924 — 1925)
4. Хуго Целміньш — (1925)
5. Херманіс Албатс — (1925 — 1926)
6. Карліс Улманіс — (1926)
7. Фелікс Цієленш — (1926 — 1928)
8. Антон Балодіс — (1928 — 1930)
9. Хуго Целмінш — (1930 — 1931)
10. Карліс Улманіс — (1931)
11. Карліс Зарінш — (1931 — 1933)
12. Вольдемар Салнаїш — (1933 — 1934)
13. Карліс Улманіс — (1934 — 1936)
14. Людвіг Екіс — (1936)
15. Вільгельм Мунтерс — (1936 — 1940)
16. Аугустс Кірхенштейнс — (1940)
17. Петро Валескалн — (1944—1950)
18. Ян Петрович Остров — (1950—1959)
19. Вольдемар Крішевич Калпінш — (1959—1962)
20. Андрій Андрійович Ельвіх — (1962—1967)
21. Віктор Михайлович Крумінь — (1967—1985)
22. Леонард Леопольдович Барткевич — (1985—1990)
23. Яніс Юрканс — (1990 — 1992)
24. Георг Андрєєвс — (1992 — 1996)
25. Валдіс Біркавс — (1996 — 1999)
26. Індуліс Берзінш — (1999 — 2002)
27. Сандра Калнієте — (2002 — 2004)
28. Ріхард Пікс — (2004)
29. Гелена Демакова — (2004)
30. Артіс Пабрікс — (2004 — 2007)
31. Гелена Демакова — (2007)
32. Маріс Рієкстінш — (2007 — 2010)
33. Айвіс Роніс — (2010 — 2010)
34. Гірт Валдіс Крістовськіс — (2010— 2011)
35. Едгар Рінкевичс — (2011— 2023)
36. Кріш'яніс Каріньш — (2023— 2024)
37. Байба Браже — (від 2024)